# Стоккеларсбрюг
Стоккеларсбрюг (нід. Stokkelaarsbrug) — селище в нідерландській провінції Утрехт. Входить до муніципалітету Де-Ронде-Венен.
Перша згадка про населений пункт датується 1575 роком. Наразі у селищі нараховується близько 20 будинків. Лежить на захід від Абкауде та на південь від Аудеркерк-ан-ден-Амстел, розташоване на перехресті трьох малих річок: Вавер, Оуде Вавер та Вінкель.